# رافاييل لوبيز (لاعب كرة يد)
رافاييل لوبيز (بالإسبانية: Rafael López de León)‏ (14 أغسطس 1953 في إسبانيا - ) هو لاعب كرة يد إسباني. شارك في الألعاب الأولمبية الصيفية 1984 والألعاب الأولمبية الصيفية 1980. ولعب مع نادي ثيوداد ريال لكرة اليد.

## وصلات خارجية
- رافاييل لوبيز على موقع أوليمبيديا (الإنجليزية)